# Circonscription de Villeurbanne
Pour un article plus général, voir Liste des circonscriptions métropolitaines de Lyon.
Ne doit pas être confondu avec Villeurbanne.
La circonscription de Villeurbanne est l'une des 14 circonscriptions métropolitaines que compte la métropole de Lyon, située en région Auvergne-Rhône-Alpes.
Elle est représentée au conseil de la métropole de Lyon par 17 conseillers métropolitains, ce qui en fait la circonscription avec le nombre le plus important de représentants, elle a été créée en 2020 pour la tenue des premières élections métropolitaines.

## Description géographique
La circonscription ainsi que son nombre de conseillers sont définis par l'annexe tableau n°8 du code électoral. Elle correspond à la commune de Villeurbanne.

## Historique des élections

### Élection de 2020
|                                                 |                          |                          |              |              |             |             |        |  |  |
| Tête de liste                                   | Tête de liste            | Liste                    | Premier tour | Premier tour | Second tour | Second tour | Sièges |  |  |
| Tête de liste                                   | Tête de liste            | Liste                    | Voix         | %            | Voix        | %           | Sièges |  |  |
|                                                 | Bruno Bernard            | EÉLV                     | 7 452        | 30,72        | 13 157      | 66,79       | 15     |  |  |
| Maintenant la Métropole pour nous               |                          |                          | 7 452        | 30,72        | 13 157      | 66,79       | 15     |  |  |
|                                                 | Cédric Van Styvendael    | PS - PCF - G.s - ND - PP | 6 719        | 27,70        | 13 157      | 66,79       | 15     |  |  |
| C'est la gauche unie                            |                          |                          | 6 719        | 27,70        | 13 157      | 66,79       | 15     |  |  |
|                                                 | Prosper Kabalo           | LREM diss. - PRG         | 3 669        | 15,12        | 6 541       | 33,21       | 2      |  |  |
| Villeurbanne c’est vous - Ensemble avant tout   |                          |                          | 3 669        | 15,12        | 6 541       | 33,21       | 2      |  |  |
|                                                 | Bruno Bonnell            | LREM - MoDem - UDI       | 2 118        | 8,73         |             |             |        |  |  |
| Villeurbanne au cœur - Un temps d'avance        |                          |                          | 2 118        | 8,73         |             |             |        |  |  |
|                                                 | Michèle Morel            | RN - PCD                 | 1 941        | 8,00         |             |             |        |  |  |
| La Métropole du bon sens                        |                          |                          | 1 941        | 8,00         |             |             |        |  |  |
|                                                 | Dany Morsilli            | LR                       | 1 331        | 5,49         |             |             |        |  |  |
| Pour une Métropole juste                        |                          |                          | 1 331        | 5,49         |             |             |        |  |  |
|                                                 | Nadia Bouhami            | LO                       | 409          | 1,69         |             |             |        |  |  |
| Faire entendre le camp des travailleurs         |                          |                          | 409          | 1,69         |             |             |        |  |  |
|                                                 | Capucine Moreaux         | DVC                      | 387          | 1,60         |             |             |        |  |  |
| Positivons Lyon Métropole                       |                          |                          | 387          | 1,60         |             |             |        |  |  |
|                                                 | Christian Dadat          | UPR                      | 233          | 0,96         |             |             |        |  |  |
| Villeurbanne - Métropole 2020 Décidons Ensemble |                          |                          | 233          | 0,96         |             |             |        |  |  |
|                                                 |                          |                          |              |              |             |             |        |  |  |
| Votes valides                                   | Votes valides            | Votes valides            | 24 257       | 97,90        | 19 698      | 96,35       |        |  |  |
| Votes blancs                                    | Votes blancs             | Votes blancs             | 202          | 0,82         | 458         | 2,24        |        |  |  |
| Votes nuls                                      | Votes nuls               | Votes nuls               | 318          | 1,28         | 289         | 1,45        |        |  |  |
| Total                                           | Total                    | Total                    | 24 779       | 100          | 20 445      | 100         | 17     |  |  |
| Abstention                                      | Abstention               | Abstention               | 58 748       | 70,33        | 63 179      | 75,55       |        |  |  |
| Inscrits / participation                        | Inscrits / participation | Inscrits / participation | 83 527       | 29,67        | 83 624      | 24,45       |        |  |  |